# Turismo ornitológico

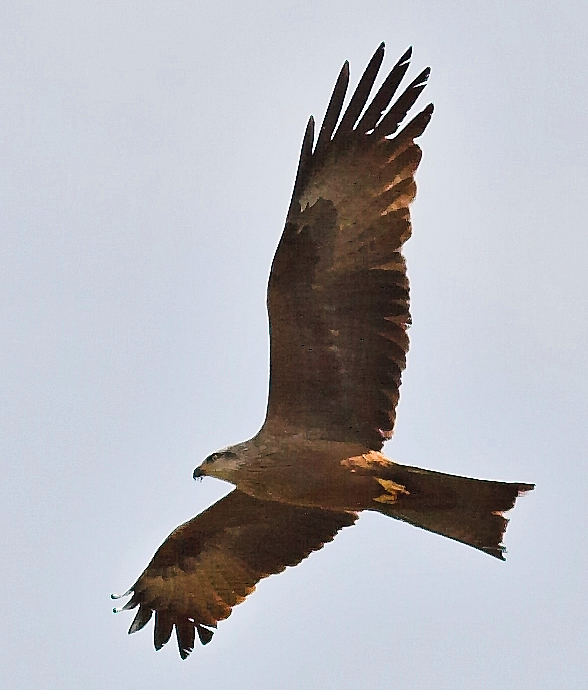
Milano negro, especie migratoria observable en el Estrecho de Gibraltar.

El turismo ornitológico, también llamado orniturismo, turismo de observación de aves o aviturismo, es la actividad que implica desplazarse desde un sitio de origen hacia un destino específico con el interés de observar la avifauna local en su entorno natural. Usualmente deja un incentivo económico para el destino, la comunidad receptora y los guías locales. Esto implica que los pájaros deben volar libres y no estar enjaulados. Así mismo, se supone que las especies que se van a observar deben de ser propias del lugar y no deben de ser aves introducidas, domesticadas o habitar en granjas de reproducción con fines de aprovechamientos comerciales (mascotas, alimento, ornamentación) (Rivera 2006).
Esta modalidad tiene cada vez más demanda entre los turistas, sobre todo de países del centro y norte de Europa, que están acudiendo a zonas especiales de protección de aves (ZEPA) y a lugares con poblaciones importantes de aves en peligro de extinción, rapaces poco abundantes, etc. En Rutland (Reino Unido) se celebra anualmente la Feria Internacional de Turismo Ornitológico (British Birdwatching Fair), siendo la más importante del mundo de este tipo de turismo.
Por ejemplo, en el parque nacional de Monfragüe en algunas épocas del año, se llena de ornitólogos, alemanes y holandeses en su mayoría, que despliegan unos potentes objetivos y esperan horas sin moverse de un sitio para contemplar el mayor número posible de especies. En muchos casos, es la primera vez que estas personas ven en libertad a aves como: el buitre negro, el águila real, la avutarda, etc. los que han realizado el viaje sólo con el objetivo de observarlas, demostrando las posibilidades que esta demanda tiene para la economía de la zona. Otras zonas de especial relevancia son aquellas donde se concentra el paso de aves migratorias, como es el caso del estrecho de Gibraltar.
En el norte de la península ibérica, el turismo ornitológico suma adeptos en la Reserva de la Biosfera de Urdaibai. El humedal de Orueta, situado en el municipio vizcaíno de Gautegiz Arteaga, País Vasco, está en plena ruta migratoria del Atlántico oriental, y es un lugar de invernada y paro migratorio (descanso y alimentación) de muchas de las aves que migran entre los continentes de Europa y África. A esta función de refugio se suman las especies sedentarias y las estivales que utilizan la reserva como lugar de nidificación. Existe un centro de investigación y museo, el Urdaibai Bird Center, que cuenta con un observatorio desde el cual observar aves durante todo el año. Cientos de personas quedan fascinadas cada año por las increíbles vistas desde este museo vivo de la naturaleza.  

## Servicios en aviturismo
Para ofrecer servicios en aviturismo existe un código ético implícito a seguir.
Los aspectos a tomar en cuenta son
1. Aspectos sociales: Debe considerarse el desarrollo de los grupos humanos que viven en los destinos que se visitan. La cultura y la naturaleza están muy ligados, ya que la conservación de los recursos depende de la concepción que de su entorno tienen los seres humanos. Es mucho más provechoso para un grupo humano proteger la flora y fauna cuando éstos son fuente de recursos e ingresos por turismo, por ejemplo. En cuanto al aviturismo, los productos y servicios tienen más valor si están ligados y complementados a las culturas locales y su relación con las aves.
2. Aspectos ecológicos: Los avituristas son amantes de la naturaleza. Les importa la conservación de los hábitats y recursos naturales dado que su buena salud implica la conservación de las especies de aves que a ellos les gustan. No es de extrañar que escojan cierto tipo de tour operadoras por el hecho de que parte del precio del paquete incluye donaciones para la conservación. Un producto de aviturismo idealmente debería estar comprometido con la conservación del patrimonio natural.
3. Rigor científico: La información que se transmite en un recorrido de observación de aves debe ser completa, interesante y ante todo verídica. La sustentación de los datos con estudios científicos da un peso extraordinario al proveedor de los servicios. Es por ello que este segmento de turismo no es fácil de desarrollar ni barato al ser cobrado. La asistencia de un buen ornitólogo es de gran ayuda para armar los paquetes y desarrollar la información escrita.
4. Honestidad en el servicio ofrecido y prestado: Algunos oferentes de servicios (muchos, lamentablemente) no cumplen con lo ofrecido en su publicidad, ni llenan las expectativas de sus clientes. La estrategia de ofrecer mucho y cumplir poco para vender, a la larga es sumamente perjudicial para el negocio. Existen aves difíciles de ver que muchas veces no pueden ser garantizadas, sitios con poca infraestructura o itinerarios sumamente cargados imposibles de completar a cabalidad. Esto decepciona a los consumidores dando una terrible fama y credibilidad, disminuyendo la clientela y eventualmente causando el cierre de operaciones.
5. Profesionalismo: Este aspecto está relacionado con el anterior. Se refiere a la apariencia y presentación de quien presta los servicios, puntualidad, seriedad y datos apegados a la realidad. En esto el guía de turismo juega un papel muy importante, ya que es él quien transmite la información y conduce al grupo proveyéndole de las aves y experiencias solicitadas.